# Ваніфатьєв Кирило Миколайович
Кирило Миколайович Ваніфатьєв (рос. Ванифатьев, Ванифантьев, Вонифатьев; 1861—1929) — Дійсний статський радник.

## Життєпис
Здобув вищу технічну освіту, інженер-технолог, - закінчив механічне відділення Санкт-Петербурзького практичного технологічного інституту (імені імператора Миколи I) у 1888 році. Після закінчення інституту спрямований на Варшавську залізницю старшим машиністом служби тяги, з 1890 року — помічник начальника дільниці служби тяги. У 1891—1892 роках — діловод відділу Тимчасового Управління казенних залізниць при Міністерстві шляхів сполучення. У 1893—1897 роках — помічник начальника служби рухомого складу Псково-Ризької залізниці, пізніше обіймав інженерні посади на Балтійській залізниці. Член Російського астрономічного (навчального) товариства.
Наприкінці 1900 року був начальником служби колії та споруд Катерининської залізниці. У 1902-1906 роках — начальник служби тяги даної дороги. З 1906 року (з перервою в 1906-1910 роках) - редактор журналу «Вісник Катерининської залізниці». У 1906-1910 роках обіймає посаду начальника служби тяги Миколаївської залізниці. 1910-1917 роках - начальник Катерининської залізниці. Зарплатня — 15 тисяч рублів. У Катеринославі мешкав в готелі «Європейський» (з 1910 року), згодом — за адресою: вулиця Поліцейська, 25.Особняк знаходився біля сучасного художнього музею і декілька років тому був знесений заради побудови хмарочосу.
Нагороджений орденом Святої Анни 2-го ступеня (1907 рік), орденом Станіслава 1-го ступеня (1 січня 1916 року). Член Присутствія у портових справах управи м. Маріуполь (1916 рік).
Вказував на особливе значення т.зв. Гришинського вугленосного району, перспективи видобутку вугілля у Західному Донбасі, а також необхідність будівництва нових казенних залізниць в районі станції Гришине (Покровськ). Керівник проектних робіт і техніко-економічних досліджень залізниць роз. Гродівка — д. Іллінка — ст. Оленівка, ст. Гришине — д. Григорівка (Разіне), ст. Рутченкове — ст. Гришине — с. Золотий Колодязь, ст. Гришине — с. Казенноторське (Шахове) — ст. Краматорська — ст. Дружківка та ін. У 1914—1917 роках — начальник управління з будівництва залізниці Рутченкове — Гришине і Північних Гришинських колій; наприкінці травня 1914 року на автомобілі об'їхав усі ключові об'єкти новобудови, урочисто відкривши будівництво.
Брав участь в розробці проекту ділянки Родакове — Лиха Північно-Донецької залізниці.
У лютому-березні 1917 року не перешкоджав початку роботи Ради депутатів Катеринославського залізничного вузла. Однак уже 12 березня делегація тимчасового міського комітету Катеринослава (м. Дніпро) поставила перед Тимчасовим урядом питання про негайне видалення начальника Катерининської залізниці, як такого, що «викликає до себе вкрай вороже ставлення».
У квітні 1917 року зборами інженерно-технічних працівників Миколаївської залізниці його кандидатура висунута для участі у виборах начальника залізниці. Отримав пропозицію зайняти посаду члена інженерної ради Міністерства (Наркомату) шляхів сполучення. У 1920-х роках працював головним інженером у Наркоматі. В рамках реалізації плану ГОЕЛРО брав участь в засіданнях підсекції електрифікації, починаючи з 1920 року, на посаді заступника голови технічного комітету НКШС. Саме тоді було прийнято рішення про електрифікацію магістральних залізниць постійним струмом напругою 3 кВ. Відіграв важливу роль у відновленні залізничного транспорту Росії та СРСР після Громадянської війни в Росії.
23 травня 1928 заарештований по груповій справі й поміщений у внутрішню в'язницю. Засуджений КОО ГПУ 22 травня 1929 року за статтею 58-7 КК РРФСР (підрив державної промисловості, транспорту, торгівлі, грошового обігу або кредитної системи, а так само кооперації, вчинений в контрреволюційних цілях шляхом відповідного використання державних установ і підприємств, або протидія їхній нормальній діяльності, а так само використання державних установ і підприємств або протидія їхній діяльності, що здійснюється в інтересах колишніх власників або заінтересованих капіталістичних організацій тобто промисловий саботаж) на 10 років позбавлення волі. Відбував покарання в Соловецькій в'язниці особливого призначення. У червні 1929 року в інформаційно-слідчу частину надійшли відомості, що на Соловках існує організація ув'язнених, яка ставить за мету роззброєння охорони, захоплення зброї, зв'язку і плавучих засобів, масову втечу на материк і далі — до Фінляндії. Даний інцидент відомий в історії як «Справа про Кремлівську змову». Допити підтвердили, що ще навесні на Соловках організувалася ініціативна група в'язнів, яка вирішила створити організацію з метою масової втечі за кордон. Крім організаторів втечі, був засуджений до вищої міри покарання, а 29 жовтня 1929 року серед інших осіб — розстріляний, і К. М. Ваніфантьев. Про його причетність до ініціативної групи і справи в цілому достеменно невідомо.